# Nicola Vernola
Nicola Vernola (Bari, 26 marzo 1932 – Bari, 12 luglio 2000) è stato un avvocato e politico italiano, della Democrazia Cristiana.

## Biografia
Di professione avvocato, è stato consigliere comunale a Bari e sindaco dal 1971 al 1976.
Eletto nello stesso anno alla Camera dei deputati per la VII legislatura, è stato confermato nella VIII e nella IX, fino al 1987. Dal 1º dicembre 1982 al 4 agosto 1983 ha ricoperto l'incarico di Ministro per i beni culturali e ambientali del Governo Fanfani V.
È stato membro del primo e del secondo Consiglio di Presidenza della Corte dei Conti, dal settembre 1988 al 1994.
Anche il figlio Marcello ha ricoperto diversi incarichi politici.